# Thundermother
Thundermother est un groupe suédois de rock, originaire de Växjö.

## Histoire
Filippa Nässil a étudié au conservatoire de Stockholm. Après une période de pause musicale et de réorientation, elle forme un groupe en 2009, composé au départ d'hommes et de femmes, et l'appelle Thundermother. Musicalement, elle s'inspire entre autres de la collection de disques de son père, et cite Randy Rhoads, Zakk Wylde, AC/DC et Creedence Clearwater Revival comme influences.
Les deux premiers albums du groupe sont sortis en 2014 et 2015. Nässil joue de la guitare solo, écrit la plupart des chansons et est productrice des albums. Alors que l'alchimie du groupe ne cesse de se dégrader, elle décide en 2017 de changer tous les autres membres du groupe,. Les changements de membres apportent l'essor souhaité, à l'été 2017, le groupe, déjà reformé, donne quelques concerts en Europe, notamment au Wacken Open Air. L'album Thundermother, sorti en 2018, est le catalyseur d'innombrables concerts et représentations dans des festivals à travers l'Europe. La tournée prévue au printemps 2020 en première partie de Rose Tattoo doit être interrompue à la mi-mars en raison des restrictions imposées par le Covid-19. En tenant compte des conditions du moment, les Suédoises jouent sur le toit d'un camion de pompiers aménagé, et ont même donné des concerts sur des chaises longues, des sets acoustiques lors de sorties en bateau-cargo, jouent dans la bergerie ouverte d'un hallig ou dans des drive-in. Heat Wave, le quatrième album sorti en juillet 2020, atteint la sixième place du classement des albums en Allemagne. Pour la première fois, outre la chef du groupe Filippa Nässil, tous les autres membres ont contribué à des idées de chansons. L'album est produit par le producteur danois expérimenté Soren Andersen au Medley Studio de Copenhague.
L'album Heat Wave permet d'atteindre pour la première fois le top 10 des charts allemands des albums, et le retour au classement s'effectue en 2022 avec le successeur Black and Gold. En 2022-2023, Thundermother fait la première partie des Scorpions lors de leur tournée Rock Believer. Au printemps 2023, un nouveau changement de line-up a lieu. Guernica Mancini déclare dans une interview qu'elle et Nässil s'étaient brouillés pendant la tournée américaine. Après que Nässil ait renvoyé Mancini, les deux autres musiciennes décidèrent de quitter volontairement le groupe. Peu de temps après, Mancini, Johansson et Lindgren qui avaient quitté le groupe déclarent vouloir former un nouveau groupe appelé The Gems. Le line-up est renouvelé au micro par la chanteuse Linnéa Vikström, qui s'était déjà produite sur scène avec Therion et Kamelot. Majsan Lindberg et Joan Massing complètent le groupe à la basse et à la batterie.

## Discographie

### Albums studio
- 2014 : Rock 'N' Roll Disaster (Warner Music Sweden, Despotz Records, 26e des charts suédois[4])
- 2015 : Road Fever (Despotz Records)
- 2018 : Thundermother (Despotz Records, 86e des charts allemands[4])
- 2020 : Heat Wave (AFM Records, 6e en Allemagne, 80e en Suisse, 15e en Autriche[4])
- 2022 : Black and Gold (6e en Allemagne, 29e en Autriche[4])
- 2025 : Dirty and Divine

### Singles
- 2015 : Deal With the Devil
- 2015 : It's Just a Tease
- 2015 : Rock ’n’ Roll Sisterhood
- 2016 : Hellevator
- 2017 : We Fight For Rock N Roll
- 2017 : Whatever
- 2018 : Fire in the Rain
- 2018 : Revival
- 2020 : Driving in Style
- 2020 : Sleep
- 2021 : The Road Is Ours
- 2021 : You Can't Handle Me
- 2022 : Watch Out
- 2022 : I Don't Know You
- 2022 : Hot Mess
- 2022 : Black and Gold
- 2023 : I Left My License in the Future